# Rudolf Lippert (Reiter)
Curt Ewald Rudolf Lippert (* 29. Oktober 1900 in Leipzig; † 1. April 1945 bei Bielefeld) war ein deutscher Vielseitigkeitsreiter.

## Leben
Lippert war Mitglied der Kavallerieschule Hannover und absolvierte seine ersten internationalen Wettkämpfe bereits in den 1920er Jahren, u. a. 1928 bei den IX. Olympischen Spielen in Amsterdam. Ansonsten erreichte er beachtliche Leistungen bei den Deutschen Meisterschaften. Bei den Olympischen Spielen 1936 in Berlin gewann er auf „Fasan“ mit der deutschen Mannschaft zusammen mit Ludwig Stubbendorff auf „Nurmi“ und Konrad von Wangenheim auf „Kurfürst“ die Goldmedaille im Vielseitigkeitsreiten. 
Im Zweiten Weltkrieg diente er im Oktober 1941 als Oberst und Kommandeur des Panzer-Regiments 51, als er mit dem Ritterkreuz des Eisernen Kreuzes ausgezeichnet wurde. Als Generalmajor und Kommandeur der 5. Panzer-Division kämpften seine Truppen in Ostpreußen (Raum Gumbinnen) und im Kurland-Kessel.